# P-51 Mustang
 North American P-51 Mustang (произн. Норт Америкън П-51 Мустанг) е американски изтребител, разработен в началото на 40-те години на ХХ век, използван от съюзниците по време на Втората световна война и от САЩ в Корейската война.

## Въоръжение
- Шест картечници 12,7 mm Browning M2;
- Бомби (2) с общо тегло до 454 kg;
- Неуправляеми ракети 127 mm T64 HVAR (6 или 10 броя).